# Les Grands Moulins de Dakar
Pour les articles homonymes, voir GMD.
Les Grands Moulins de Dakar (GMD) est une entreprise sénégalaise, localisée dans la zone industrielle du port de Dakar.

## Histoire
En 1946 Jacques Mimran crée une société d’étude pour l’implantation d’une minoterie à Dakar, dont la première pierre a été posée en 1946, avant l'indépendance du Sénégal. Le premier moulin démarre en 1954 à Dakar. .
En 1952, arrivait sur le port de Dakar, le premier bateau transportant du blé à destination des Grands Moulins de Dakar. Aujourd’hui, le pain est au cœur de l’alimentation quotidienne de chaque sénégalais. Depuis plus de 50 ans, l’usine des GMD située à Hann Bel-Air, dans la zone du port de Dakar, alimente en farine les boulangers, les pâtissiers, les biscuitiers et les ménages. Plus de 25 bateaux, chargés chacun de plus de 13 000 tonnes de blé, accostent à Dakar chaque année sur le quai des GMD, et y livrent 320 à 330 mille tonnes de blé par an.
- 1952 - Démarrage des travaux de construction du moulin.
- 1954 - Début de l’exploitation du moulin.
- 1960 - les Grands Moulins de Dakar couvrent les besoins du marché local et exportent vers l’Afrique occidentale, équatoriale et Madagascar.
- 1982 - Création de l’usine aliment bétail 1.
- 1994 - Création de l’usine aliment bétail 2.
- 2004 - Acquisition du moulin 3.
- 2006 - Extension de capacité du moulin 3.
- 2007 - Création d’un centre de formation en boulangerie.

En 2010, l'usine tourne avec trois moulins
Les Grands Moulins de Dakar, première industrie meunière du Sénégal et société historique du Groupe Mimran, sont aujourd’hui l’une des plus grandes entreprises agro-alimentaires d’Afrique de l’Ouest. 
Leader depuis leur création, les GMD couvrent 65 % des besoins en farine du marché sénégalais et se sont également diversifiés dans l’aliment bétail, volaille et aquacole. Les GMD se sont également lancés depuis le début de l'année 2012 dans la commercialisation de sucre en poudre en divers formats.
Leur engagement citoyen les a également conduits à créer le premier centre de formation en boulangerie du Sénégal.
Le Groupe Mimran composé de trois entités agro-alimentaires africaines : les Grands Moulins de Dakar (GMD), la Compagnie Sucrière Sénégalaise (CSS) et les Grands Moulins d'Abidjan (GMA), a vendu les Grands moulins de Dakar et d'Abidjan au groupe Seabord en décembre 2017.

## Activités
La société est implantée à Dakar, plus précisément dans la commune d'arrondissement de Hann Bel-Air.
Elle compte plusieurs centaines d'employés.
Elle édite un périodique, Le Meunier.
Le classement des 500 meilleures entreprises africainessitue la société à la 449e place en 2007 (non classée l'année précédente). C'est la treizième entreprise sénégalaise dans ce palmarès annuel.